# Tachydromia arrogans
Tachydromia arrogans is een vliegensoort uit de familie Hybotidae. De wetenschappelijke naam is gepubliceerd in 1761 door Linnaeus.